# Fábio Pereira da Silva
Fábio Pereira da Silva (n. 9 iulie 1990, Petrópolis, Rio de Janeiro, Brazilia), cunoscut ca Fábio sau Fábio da Silva, este un fotbalist aflat sub contract cu Middlesbrough, fratele geamăn a lui Rafael ce joacă la același club.